# Devon Graye

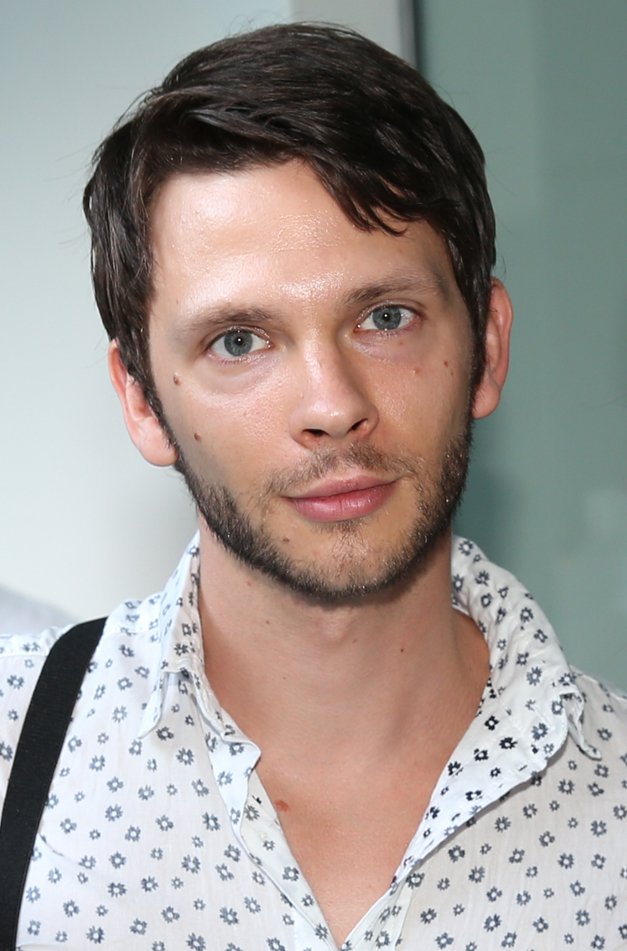
Devon Graye (2015)

Devon Graye (* 8. März 1987 in Mountain View, Kalifornien) ist ein US-amerikanischer Schauspieler.

## Leben
Bekannt wurde er durch die Rolle des jugendlichen Dexter in der gleichnamigen US-amerikanischen Fernsehserie und durch die Rolle des Marco im Walt-Disney-Film Die Tochter von Avalon. Sein langjähriger Lebensgefährte ist der Schauspieler Jordan Gavaris.

## Filmografie (Auswahl)

### Fernsehen
- 2006–2007: Dexter (9 Episoden)
- 2007: Close to Home (Episode 2x16)
- 2008: Wisegal
- 2008: Bones – Die Knochenjägerin (Bones, Episode 4x03)
- 2008: Novel Adventures (2 Episoden)
- 2008: CSI: Miami (Episode 7x06)
- 2008: Fröhliche Weihnachten, Drake & Josh (Merry Christmas, Drake & Josh)
- 2008: Leverage (Episode 1x05)
- 2009: Saving Grace (Episode 2x09)
- 2009: CSI: Vegas (CSI: Crime Scene Investigation, Episode 10x02)
- 2010: Die Tochter von Avalon (Avalon High)
- 2011: Red Faction: Origins
- 2011: The Protector (Episode 1x01)
- 2011: Alphas (Episode 1x03)
- 2012: Body of Proof (Episode 2x20)
- 2012: American Horror Story (Episode 2x02)
- 2013: Longmire (Episode 2x02)
- 2013: Major Crimes (Episode 2x16)
- 2014: The Night Shift (Episode 1x06)
- 2015: The Mentalist (Episode 7x08)
- 2015, 2018: The Flash (2 Episoden)

### Filme
- 2007: Kick It Like Sara (Her Best Move)
- 2007: Scar
- 2009: Ruf der Wildnis (Call of the Wild)
- 2010: Legendary – In jedem steckt ein Held (Legendary)
- 2010: A Lure: Teen Fight Club
- 2011: Husk – Erntezeit! (Husk)
- 2011: Exodus Fall
- 2014: 13 Sins
- 2014: Last Weekend
- 2015: I am Michael
- 2016: Retake
- 2017: Fremd in der Welt (I Don’t Feel at Home in This World Anymore)
- 2019: I See You (Drehbuchautor)
- 2022: Nope